# Schöllkrippen
Schöllkrippen é um município da Alemanha, localizado no distrito Aschaffenburg, no estado de Baviera.